# Advance Motor Manufacturing Company

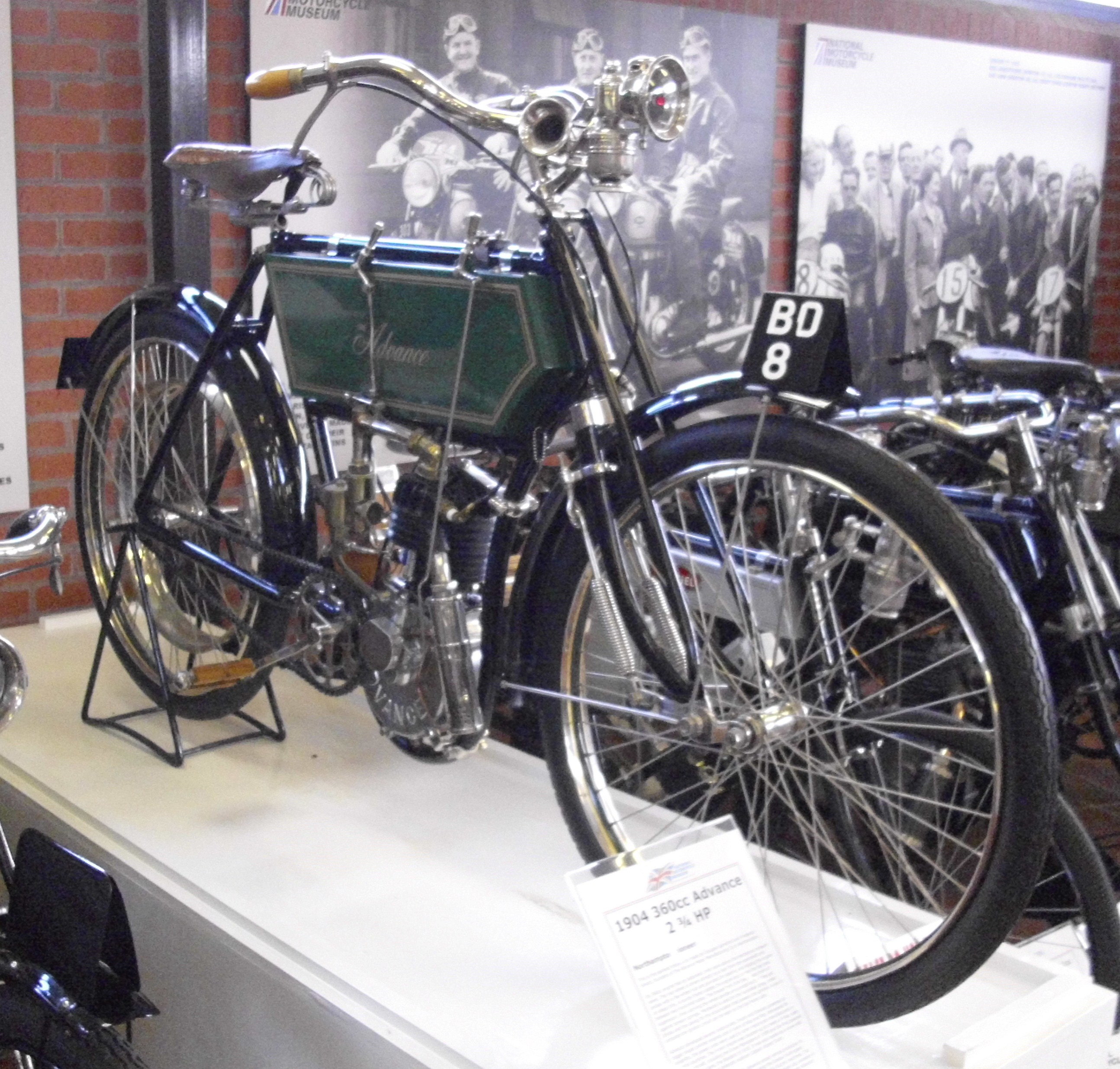
L'Advance 2,75 HP conservada al Museu de Solihull

Advance Motor Manufacturing Company va ser un fabricant de motocicletes i automòbils britànic amb seu a Northampton.
L'empresa va començar a fabricar motocicletes i automòbils el 1906. La producció d'automòbils va acabar el 1908 i la de motocicletes el 1912. Els automòbils Advance eren tricicles amb una sola roda posterior i el seient del passatger entre les rodes anteriors. El motor lliurava 6 CV.
Al Museu Nacional de la Motocicleta de Solihull, West Midlands, s'hi exposa una motocicleta Advance amb motor de 360 cc i 2,75 CV.